# Familia de Palas (astronomía)
La familia de Palas es una familia de asteroides del tipo B de muy alta inclinación ubicado en la parte intermedia del cinturón de asteroides. Fue observado por primera vez por Kiyotsugu Hirayama en 1928. 
El asteroide que le da el nombre a la familia es Palas, un asteroide extremadamente grande con un diámetro medio de unos 550 km. Los cuerpos restantes de la familia son mucho más pequeños; el más grande de ellos es Ioffe, con un diámetro estimado de 22 km. Esto, teniendo en cuenta la preponderancia del raro espectro del tipo B entre sus miembros, indica que la familia está compuesta por los pedazos de las expulsiones de los impactos en Palas.

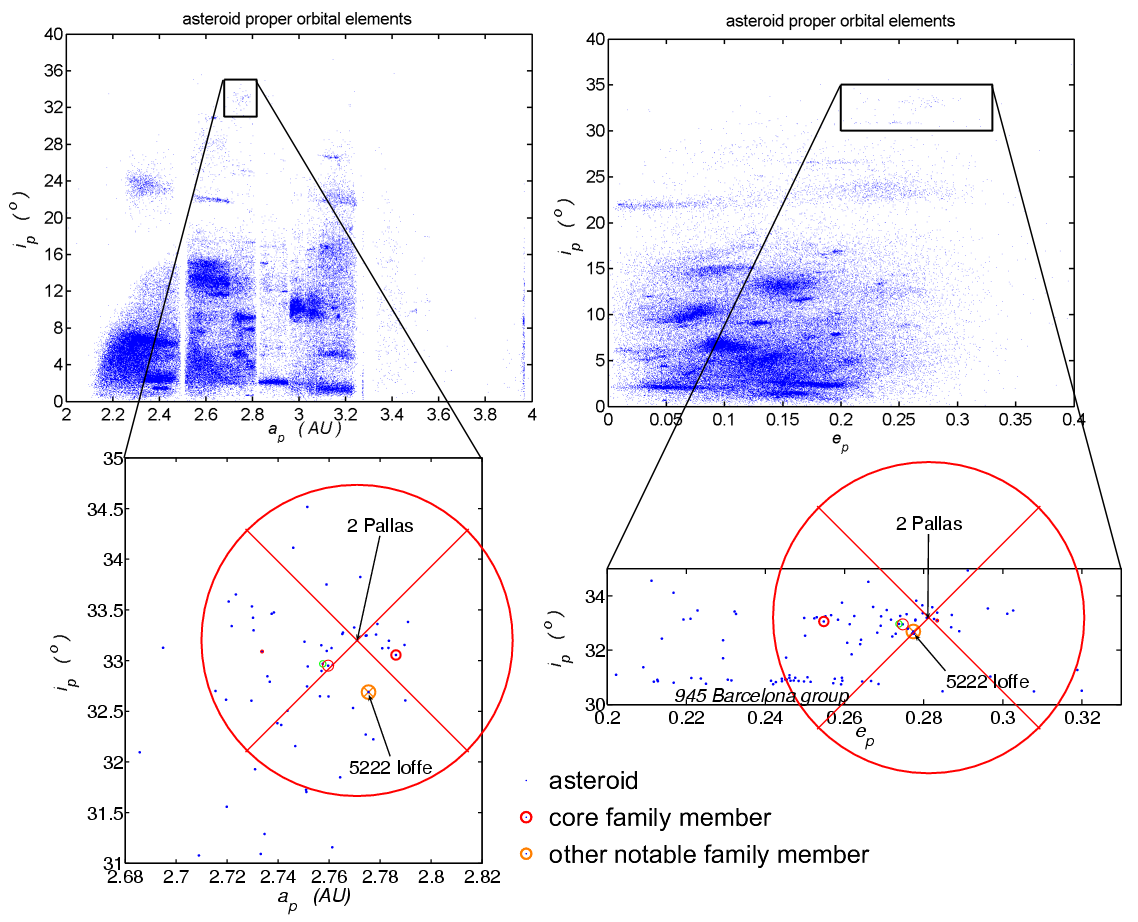
Ubicación y estructura de la familia de Palas.

Según el diagrama, sus elementos orbitales varían en los rangos aproximados
|     | ap      | ep   | ip  |
| --- | ------- | ---- | --- |
| min | 2.71 AU | 0.25 | 32° |
| max | 2.79 AU | 0.31 | 34° |

En la época presente, el rango de observación orbital de los miembros principales (en comparación a la base de datos MPCORB ) es:
|     | a       | e    | i   |
| --- | ------- | ---- | --- |
| min | 2.71 AU | 0.13 | 30° |
| max | 2.79 AU | 0.37 | 38° |